# Tim Simpson
Timothy Jay Simpson (Atlanta, 6 mei 1956) is een Amerikaanse golfprofessional.

## Amateur
Terwijl hij op de Woodward Academy in Atlanta zat, won Simpson het jeugdkampioenschap van Atlanta en van Georgia, en won hij het NK Westlake Junioren. Daarna ging hij naar de Universiteit van Georgia in Athens, waar hij in het golfteam kwam. Hij maakte zijn studie niet af, want hij werd professional en haalde zijn spelerskaart voor de Amerikaanse Tour in 1977.
- 1975: Palmetto Invitational College Tournament
- 1976: Southern Amateur

## Professional
Zijn eerste noemenswaardige prestatie als professional is een 5de plaats op het US Open in 1980. 

De eerste overwinning van Simpson behaalt hij in Nîmes, Frankrijk, in 1982 bij het onofficiële wereldkampioenschap voor professionals onder de 25 jaar. Drie jaar later haalt hij zijn eerste overwinning op de US PGA Tour binnen.
In totaal heeft hij 66 Top-10 plaatsen bij de US PGA Tour behaald.

#### Amerikaanse PGA Tour
- 1985: Southern Open
- 1989: USF&G Classic, Walt Disney World/Oldsmobile Classic
- 1990: Walt Disney World/Oldsmobile Classic

#### Elders
- 1980 Georgia Open (tie met Bob Tway)
- 1981 Georgia Open
- 1982 Cacheral World Championship (Nîmes)
- 1984 Georgia Open
- 1987 Georgia Open

#### Gezondheid
In 1991 loopt hij tijdens een jacht de ziekte van Lyme op. Dit maakt een voorlopig einde aan zijn golfcarrière. Hij ondergaat diverse operaties. Rond de eeuwwisseling begint hij weer op de Nationwide Tour te spelen en sinds 2006 speelt hij 2006 op de Champions Tour, waar hij in 2008 aan alle 26 toernooien meedeed en maar driemaal de cut miste. 

## Eerbetoon
In 1990 ontvangt hij de 'Georgia Professional Athlete of the Year Award'.

Hij is opgenomen in de Georgia Sports Hall of Fame in 2004, en in de Georgia Golf Hall of Fame in 2006. Hij woont in Greensboro, Georgia met zijn vrouw Leigh Ann en hun vier kinderen.